# Hexanematichthys
Hexanematichthys is een geslacht van straalvinnige vissen uit de familie van christusvissen, orde meervalachtigen, die voorkomen in de binnenwateren van Noord- en Zuid-Amerika, en het westen en zuidwesten van de Atlantische Oceaan.

## Soorten volgens FishBase
- Hexanematichthys henni Eigenmann, 1922 (= Potamarius henni (Eigenmann, 1922) volgens ITIS)
- Hexanematichthys sagor (Hamilton, 1822)

## Soorten volgensITIS
- Hexanematichthys mastersi (Ogilby, 1898) (= Sciades mastersi (Ogilby, 1898) volgens FishBase)
- Hexanematichthys sagor (Hamilton, 1822)